# IR-Klasse WDG-5
Die WDG-5, Herstellerbezeichnung EMD GT50AC, ist eine Großdiesellokomotive der Indian Railways mit elektrischer Kraftübertragung in Drehstromtechnik. Sie wurde von den Diesel Locomotive Works (DLW) in Zusammenarbeit mit der Research Design and Standards Organisation (RDSO), der Forschungs- und Entwicklungsabteilung von Indian Railways, entwickelt. Die Arbeiten wurden von General Motors Electro-Motive Division (GM EMD) unterstützt. Von der Baureihe wurden zwischen 2012 und 2017 nur sieben Stück gebaut, die im schweren Güterverkehr eingesetzt werden. Die Baureihen-Bezeichnung setzt sich aus W für wide ‚Breitspur‘, D für Diesel, G für goods ‚Güter‘ für Güterzuglokomotive und der 5 hinter dem Bindestrich, die für eine Lokomotive mit einer Leistung zwischen 5000 und 6000 PS steht, zusammen.

## Geschichte
Die Baureihe ist eine leistungsstärkere Variante der WDG-4. Der Antriebsstrang entspricht demjenigen der EMD SD80MAC, von der auch in Nordamerika nur 37 Stück verkauft wurden. Sie war bei Ablieferung die stärkste Diesellokomotive Indiens. Die Lokomotive ist mit damals modernsten Ausstattungsmerkmalen versehen worden. Dazu gehört auch ein nach Kollisionsschutz-Richtlinien ausgelegter Führerstand mit Klimaanlage und eine Toilette für das Fahrpersonal. Die Sicht auf die Strecke ist bei Fahrt mit dem langen Vorbau voraus sehr stark eingeschränkt, noch mehr als bei den Baureihen WDP-4 und WDG-4. Während der Testphase kam es zu Problemen beim Fahrverhalten und bei der Erfüllung der Vorgaben bezüglich der Leistung, sodass die Abnahmephase länger als üblich dauerte. Die Zulassung der Baureihe wurde im Dezember 2013 erteilt. Alle WDG-5 sind dem Betriebswerk Sabarmati (SBT) bei Ahmedabad zugeteilt.

## Technik

### Dieselmotor
Die WDG-5 ist mit einem 20-Zylinder-Zweitakt-Dieselmotor der EMD-Baureihe 710 ausgerüstet, der eine Leistung von 5500 PS abgeben kann. Die genaue Typenbezeichnung lautet 20-710-G3B-ES, wobei G auf die Motoren-Generation bei EMD hindeutet – die Vorgänger-Motorbaureihe war der 645-F, die 3 auf einen mit Abgasturbolader ausgerüsteten Lokomotivmotor und das B auf eine Verbesserung im Kraftstoffverbrauch gegenüber der A Versionen.
Das E hinter dem Bindestrich steht für electronic fuel injection ‚elektronisch gesteuerte Kraftstoffeinspritzung‘, welche der Zeitpunkt und die Dauer der Einspritzung bestimmt – die mechanische Energie für die Zerstäubung des Kraftstoffs wird durch die von der Nockenwelle angetriebene Einspritzpumpe in dem jedem Zylinder separat zugeordneten Pumpe-Düse-Systems erzeugt.
Das S steht für split cooling ‚getrennter Hoch- und Niedertemperatur-Kühlmittelkreislauf‘. Der Hochtempertur-Kühlmittelkreislauf führt die Wärme der ersten Ladeluftkühlerstufe und der Zylinder im Motorblock ab, der Niedertemperatur-Kühlkreislauf diejenige der zweiten Ladeluftkühlerstufe und der Ölwanne.

### Mechanik
Die Lokomotive ist auf einem steifen Rahmen aufgebaut. Er stützt sich über vier Gummischichtfedern auf die beiden wiegelosen dreiachsigen Drehgestelle ab, deren Rahmen aus hochfestem Stahlgussteilen zusammengeschweißt ist. GM EMD bezeichnet die Bauart als high tensile cast fabricated ‚aus hochfestem Guss geschweißt‘. Die Gummifedern sind auf dem Längsträger des Drehgestells zwischen den Achsen angeordnet an den Stellen, wo die Querträger mit dem Längsträger verbunden sind. Der Drehgestellrahmen stützt sich über zwölf weiche Schraubenfedern auf die Radsatzlagerträger ab – jeweils zwei pro Träger.
Die Längskräfte werden vom Drehgestell zum Lokomotivkasten über eine Hülse übertragen, die mit zwei Lenkern seitlich beweglich hinter dem ersten Querträger des Drehgestellrahmen angelenkt ist und einen Königszapfen am Lokomotivkasten umgreift.

### Antriebsstrang
Der Dieselmotor gibt seine Kraft an den direkt an die Kurbelwelle angeflanschten Hauptgenerator ab. Der Generator Typ EMD TA-20 MBF besteht aus dem Anker mit der Erregerwicklung, die in den zwei getrennten Statorwicklungssystemen Dreiphasenwechselstrom erzeugt. Jedes Wicklungssystem liefert die Energie an eine am Generator angebauten Gleichrichterbrücke. Die beiden Brücken sind in Serie geschaltet und können in der 8. Fahrstufe bei einer Spannung von 2450 V einen Gleichstrom von 1575 A abgeben. Der Gleichstrom wird von Stromrichtern in  Dreiphasenwechselstrom variabler Frequenz umgewandelt und den Drehstrom-Asynchron-Fahrmotoren zugeführt, die als Tatzlagerantrieb die Achsen antreiben.